# 懐月堂安度

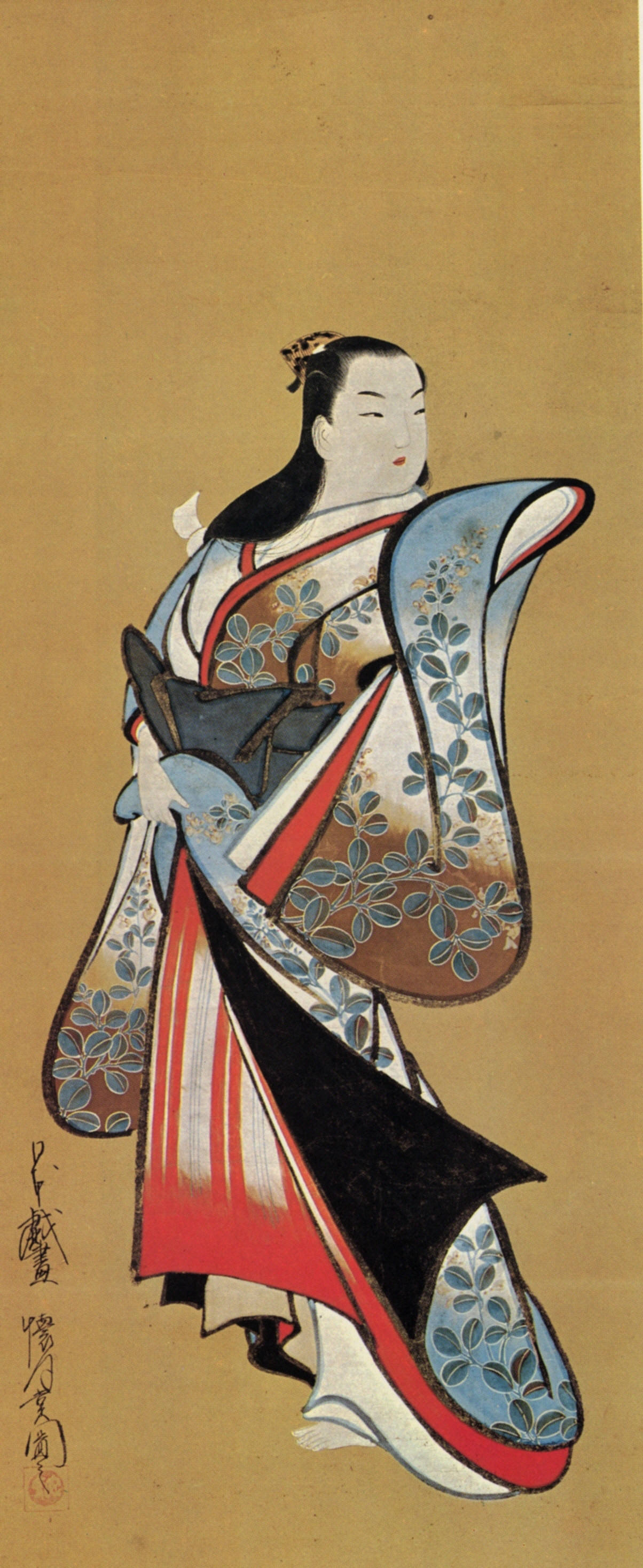
「立姿美人図」（萩模様）安度筆。

懐月堂 安度（かいげつどう あんど、生没年不詳）は、江戸時代の浮世絵師。

## 来歴
「安度」の本来の読み方は不明で、「やすのり」とも読める。菱川師宣を始めとする菱川派が衰微した後、宝永から正徳の頃にかけて活躍した浮世絵師であり、長陽堂安知をはじめとして度種、度秀、度辰、度繁といった弟子たちを従えて工房を営み、吉原の遊女などを題材にした肉筆美人画を多く残し一世を風靡した。これら絵師の一派は「懐月堂派」と呼ばれており、安度はこの懐月堂派の頭領と見なされる人物である。ただし上にあげた安知、度種、度秀、度辰、度繁はいずれも落款に「懐月末葉」とあるだけで、自ら「懐月堂」を称したかどうかは確認されていない。直系の弟子以外にも、同時期に懐月堂派の画風で肉筆美人画を描いた者は多く現れている。
『浮世絵類考』が伝えるところによれば、安度は姓は岡沢（または岡崎とも）、通称は出羽屋源七、浅草諏訪町（現在の台東区駒形一〜二丁目）に住んでいた。師系は不明だが、その画風は実際には菱川派の影響を強く受けていたといわれる。また浅草寺や駒形堂に近い浅草諏訪町に住んでいた事と懐月堂派の絵の様式から、もとは寺社に奉納する絵馬の絵を描く絵師だったのではないかともいわれている。作は懐月堂、翰運子と号して肉筆画のみを手がけ、木版画は残していない。作には美人画ばかりではなく、「川中島合戦図」や「武田信玄像」といった武者を描いたものもある。
正徳4年（1714年）に起った江島生島事件に安度は巻込まれ、伊豆国大島に流罪に処された。安度と同じ町内に住んでいた商人の栂屋善六が、絵島を芝居見物に案内した折、そこで栂屋とともに同席した事が処罰の理由になったという。その後享保7年（1722年）5月、恩赦によって安度は許され江戸に帰ることができた。安度帰還後の懐月堂派の活動は、享保19年（1734年）刊行の『本朝世事談綺』（菊岡沾涼著）によればこの時期にも江戸で勢力のあったことがうかがえる。
なお享保15年刊行の豊島露月撰『二子山』、元文3年（1738年）刊行の同じく露月撰の『卯月庭訓』などの俳書には、それぞれ「懐月堂常仙」または「常仙」と署名した挿絵がある。また同時期の俳人に志村常仙という人物がおり、これも新島に流罪になったと伝えられることなどから、これらは安度と同一人物であるとする説がある。この志村常仙については『俳諧人物便覧』（弘化元年〈1844年〉以降、安政3年〈1856年〉以前刊行）に「宝暦二年八月二十三日卒　七十六」とあり、これらに従えば安度は伊豆大島からの帰還後は志村常仙と称し俳人として活動しており、その生没年は延宝5年（1677年）の生まれで宝暦2年（1752年）に76歳で没したことになる。

## 作品
| 作品名                               | 技法     | 形状・員数 | 所有者                                 | 落款・印章                                                                 | 備考 |
| ------------------------------------ | -------- | ---------- | -------------------------------------- | -------------------------------------------------------------------------- | --- |
| 遊女と禿図                           | 紙本着色 | 1幅        | 東京国立博物館                         | 落款「日本戯畫 懐月堂圖之」/「安度」白文方郭内円印                         | |
| 風前美人図                           | 紙本着色 | 1幅        | 東京国立博物館                         | 落款「日本戯畫 懐月堂圖之」/「翰運子」白文長方印・「戯畫安度」白文方印     | |
| 遊女立姿図                           | 紙本着色 | 1幅        | 東京国立博物館                         | 落款「日本戯畫 懐月堂圖之」/「翰運子」白文長方印・「戯畫安度」白文方印     | |
| 立美人図（桔梗模様）                 | 紙本着色 | 1幅        | 出光美術館                             | 落款「日本戯畫 懐月堂圖之」/「戯畫安度」白文方印                           | 描かれている人物の着物の模様は、桔梗ではなく山吹であるとする向きもある。またこの絵と同じ図様のものを度種、度繁、度辰も描いている。                                    |
| 遊女と禿図                           | 紙本着色 | 1幅        | 出光美術館                             | 「翰運子」白文長方印・「戯畫安度」白文方印（落款無し）                     | 画賛「誰そやたそ たれかは今日の 妻ならめ さだめなき世に 定めなの身や」。着物の色や柄は異なるが、度種の作でこれと同じ図様のものをボストン美術館が所蔵する。            |
| 立姿美人図                           | 紙本着色 | 1幅        | 出光美術館                             | 落款「日本戯畫 懐月堂圖之」/「安度」白文方郭円印                           | |
| 立姿美人図                           | 絹本着色 | 1幅        | 出光美術館                             | 落款「日本戯畫 懐月堂安度圖之」/「安度」白文方郭円印                       | |
| 立姿美人図                           | 絹本着色 | 1幅        | 出光美術館                             | 落款「日本戯畫 懐月堂圖之」/「安度」白文円印                               | |
| 川中島合戦図                         | 紙本着色 | 1幅        | 出光美術館                             | 落款「日本戯畫 懐月堂圖之」/「翰運子」白文長方印・「戯畫安度」白文方郭内印 | |
| 観梅美人図                           | 紙本着色 | 1幅        | 出光美術館                             | 落款「日本戯畫 懐月堂圖之」/「安度」白文円郭方印                           | |
| 立美人図                             | 紙本着色 | 1幅        | MOA美術館                              | 落款「日本戯畫 懐月堂圖之」/「戯畫安度」白文方印                           | |
| 立美人図                             | 紙本着色 | 1幅        | 奈良県立美術館                         | 落款「日本戯畫 懐月堂圖之」/「翰運子」白文長方印・「戯畫安度」白文方印     | |
| 立姿美人図（萩模様）                 | 紙本着色 | 1幅        |                                        | 落款「日本戯畫 懐月堂圖之」/「安度」白文方郭内円印                         | 昭和54年（1979年）4月20日に日本郵政省より発行された「切手趣味週間」シリーズの記念切手に、度繁の「立姿美人図」とともに図柄として採用されている（安度が左、度繁が右）。 |
| 大江山絵巻                           | 紙本着色 | 1巻        | 浮世絵太田記念美術館                   | 落款「日本戯畫 懐月堂安度圖」/「安度」白文方印                             | |
| 蚊帳の美人図                         | 紙本着色 | 1幅        | 浮世絵太田記念美術館                   | 落款「日本戯畫 懐月堂圖之」/「翰運子」白文長方印・「戯畫安度」白文方印     | |
| 黒歌留多散らし衣裳の遊女             | 紙本着色 | 1幅        | 神奈川県立歴史博物館                   | 落款「日本戯畫 懐月堂安度圖」/白文方印                                     | |
| 美人愛猫図                           | 紙本着色 | 1幅        | 鎌倉国宝館（氏家浮世絵コレクション）   | 落款「日本戯畫 懐月堂圖之」/「翰運子」白文長方印・「戯畫安度」白文方印     | 画賛「畫出功翁毫為笑 欲老沾緑柳花紅 遊仙子」 |
| 鍾馗美人を救う図（鍾馗美人を争う図） | 紙本着色 | 1幅        |                                        | 落款「日本戯畫 懐月堂安度書」/「戯畫安度」白文方印・「臥□□」朱文印         | 鏑木清方旧蔵品。のちに「鍾馗美人を争う図」として萬野美術館（大阪市）の所蔵となっている。                                                                              |
| 武田信玄像                           | 絹本着色 | 1幅        | 島根県立美術館                         | 落款「日本戯畫 懐月堂圖之」/「安度」白文方郭内円印                         | |
| 音締め合わせ図                       | 絹本着色 | 1幅        |                                        |                                                                            | |
| 立美人図（雲竜模様）                 | 紙本着色 | 1幅        |                                        | 落款「日本戯畫 懐月堂圖之」                                                | |
| 太夫と禿図                           | 紙本着色 | 1幅        | 城西大学水田美術館（水田コレクション） | 落款「日本戯畫 懐月堂安度筆」/「懐月堂印」白文方印                         | 画賛「空蝉の 羽におく露の 木□くれて しのひしのひに ぬるゝ袖かな」 |
| 立美人図                             | 紙本着色 | 1幅        | 千葉市美術館                           | 落款「日本戯畫 懐月堂圖之」/「翰運子」白文長方印・「戯畫安度」白文方印     | [ 8 ] |
| 坂田荻之丞の舞姿図                   | 紙本着色 | 1幅        | クリーブランド美術館                   | 落款「日本戯畫 懐月堂圖之」/「安度」白文方郭内円印                         | 画賛「うらやまし 我か影なから 朝な夕な 暮るならひの 世をしらぬ身は」。坂田荻之丞は宝永から正徳の頃にかけて活躍した女形役者で、小歌や怨霊事を得意としたと伝わる。      |
| 雑画巻                               | 紙本着色 | 1巻        | ボストン美術館                         | 落款「日本戯畫 懐月堂圖之」/「翰運子」白文長方印・「戯畫安度」白文方印     | |
| 立姿遊女図                           | 紙本着色 | 1幅        | ボストン美術館                         | 落款「日本戯畫 懐月堂圖之」/「翰運子」白文長方印・「戯畫安度」白文方印     | 「立姿美人図」（萩模様）と同じ図様だが、着物の色や柄は異なる。 |
| 聖徳太子図                           |          |            |                                        | 落款「日本戯畫 懐月堂常仙画之」/朱文方印（印文不明）                       | 落款は「常仙」とあるが、画中の朱文方印は安度の署名がある作品にも使われていることから、この常仙は安度と同一人であるとの指摘がある。                                    |